# Linea 2 (metropolitana di Città del Messico)

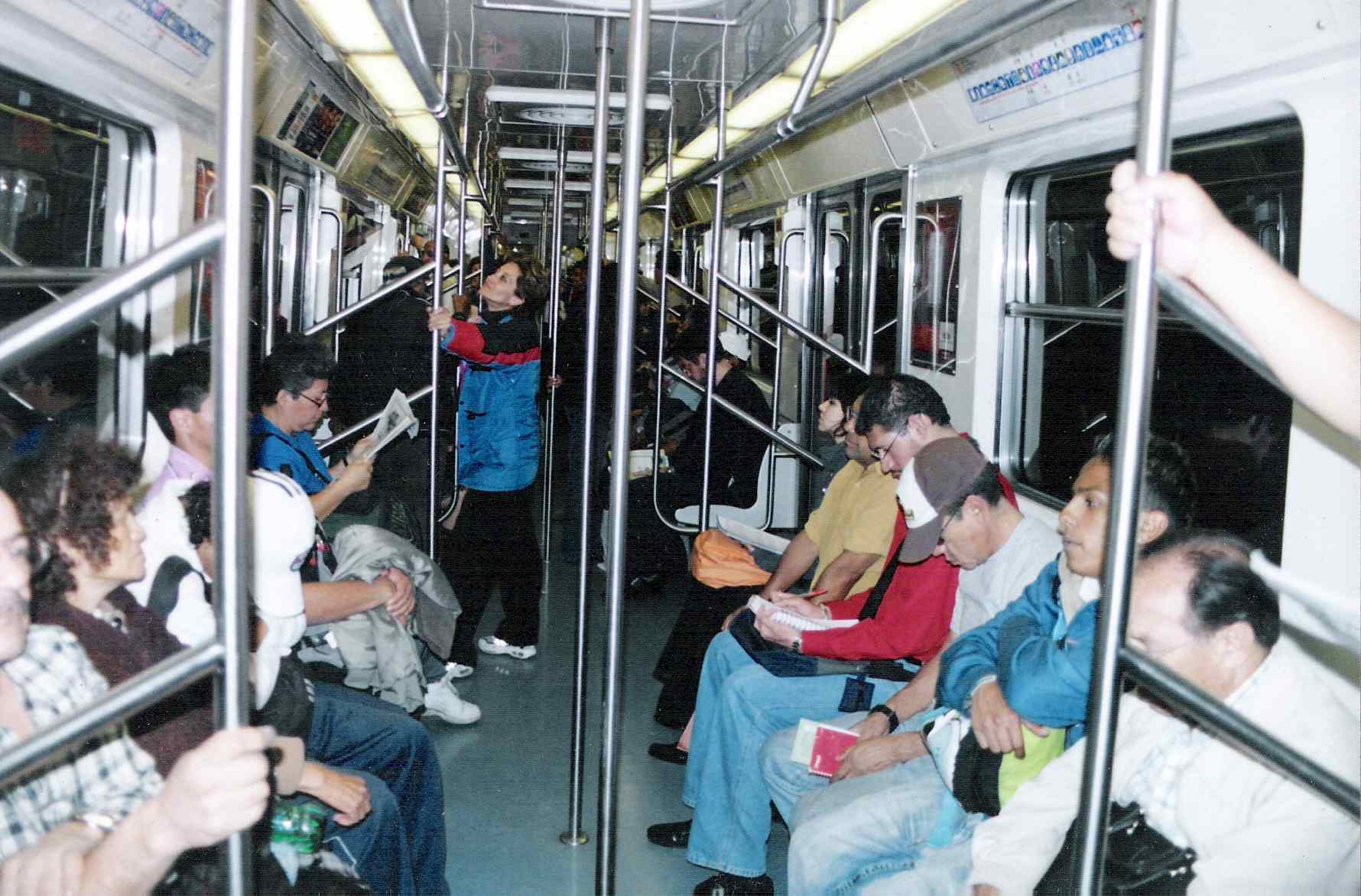
Interno di un vagone della linea 2

La linea 2 è la seconda linea della rete della Metropolitana di Città del Messico, e il colore che la identifica è l'azzurro. Percorre la città da ovest a est, per metà del suo percorso e da nord a sud nella seconda metà, cambiando direzione nel centro della città.
La linea due ha origine nella stazione Cuatro Caminos sul confine tra il Distretto Federale e lo Stato del Messico e termina nella stazione Tasqueña nel sud della città.
La linea ha una lunghezza totale di 23.431 km e conta 24 stazioni.
La linea si incrocia con la Linea 7 nella stazione Tacuba, con la Linea 3 nella stazione Hidalgo, la Linea 8 nella stazione Bellas Artes, la Linea 1 nella stazione Pino Suárez e le linee 8 e 9 nella stazione Chabacano.
Nella stazione Tasqueña si connette con la linea del Treno Leggero.
La linea 2 conta 45 treni NM-02 nuovi fabbricati tra il 2004 e il 2006, la linea è costruita in superficie da Tasqueña a San Antonio Abad e da Pino Suárez a Panteones, sotterranea. Cuatro Caminos è il capolinea sotterraneo.
In questa linea circolò un treno NM-02 decorato con paesaggi e immagini della città che venne chiamato "Treno della Città".
Venne inaugurata il 1º agosto del 1970 da Pino Suárez a Tasqueña (funzionò parzialmente durante il campionato mondiale di calcio dello stesso anno); il 14 settembre 1970 da Pino Suárez a Tacuba e il 22 agosto 1984 da Tacuba a Cuatro Caminos.
In questa linea è avvenuto il più grave incidente della storia del sistema di trasporto di Città del Messico, quando il 20 ottobre 1975 un incidente tra due treni nella stazione Viaducto causò più di 20 morti e alcuni feriti.

## Stazioni
| Stazione         | Apertura          | Delegazione                   | Interscambi | Tipo di stazione         |
| ---------------- | ----------------- | ----------------------------- | ----------- | ------------------------ |
| Cuatro Caminos   | 22 agosto 1984    | Naucalpan de Juárez (Messico) | -           | Sotterranea, terminale   |
| Panteones        | 22 agosto 1984    | Miguel Hidalgo                | -           | Sotterranea, passante    |
| Tacuba           | 14 settembre 1970 | Miguel Hidalgo                |             | Sotterranea, passante    |
| Cuitláhuac       | 14 settembre 1970 | Miguel Hidalgo                | -           | Sotterranea, passante    |
| Popotla          | 14 settembre 1970 | Miguel Hidalgo                | -           | Sotterranea, passante    |
| Colegio Militar  | 14 settembre 1970 | Miguel Hidalgo                | -           | Sotterranea, passante    |
| Normal           | 14 settembre 1970 | Miguel Hidalgo                | -           | Sotterranea, passante    |
| San Cosme        | 14 settembre 1970 | Cuauhtémoc                    | -           | Sotterranea, passante    |
| Revolución       | 14 settembre 1970 | Cuauhtémoc                    | -           | Sotterranea, passante    |
| Hidalgo          | 14 settembre 1970 | Cuauhtémoc                    |             | Sotterranea, passante    |
| Bellas Artes     | 14 settembre 1970 | Cuauhtémoc                    |             | Sotterranea, passante    |
| Allende          | 14 settembre 1970 | Cuauhtémoc                    | -           | Sotterranea, passante    |
| Zócalo           | 14 settembre 1970 | Cuauhtémoc                    | -           | Sotterranea, passante    |
| Pino Suárez      | 1º agosto 1970    | Cuauhtémoc                    |             | Sotterranea, passante    |
| San Antonio Abad | 1º agosto 1970    | Cuauhtémoc                    | -           | Di superficie, passante  |
| Chabacano        | 1º agosto 1970    | Cuauhtémoc                    |             | Di superficie, passante  |
| Viaducto         | 1º agosto 1970    | Iztacalco e Benito Juárez     | -           | Di superficie, passante  |
| Xola             | 1º agosto 1970    | Benito Juárez                 | -           | Di superficie, passante  |
| Villa de Cortés  | 1º agosto 1970    | Benito Juárez                 | -           | Di superficie, passante  |
| Nativitas        | 1º agosto 1970    | Benito Juárez                 | -           | Di superficie, passante  |
| Portales         | 1º agosto 1970    | Benito Juárez                 | -           | Di superficie, passante  |
| Ermita           | 1º agosto 1970    | Benito Juárez                 |             | Di superficie, passante  |
| General Anaya    | 1º agosto 1970    | Coyoacán                      | -           | Di superficie, passante  |
| Tasqueña         | 1º agosto 1970    | Coyoacán                      | -           | Di superficie, terminale |